# Grasski-Weltcup 2010
Der Grasski-Weltcup 2010 begann am 3. Juli in Čenkovice und endete am 19. September in Sestriere. Bei Damen und Herren wurden jeweils vier Slaloms, vier Riesenslaloms, zwei Super-Gs und eine Super-Kombination ausgetragen. Die Gesamtwertung der Herren gewann zum bereits achten Mal der Tscheche Jan Němec – er blieb in allen elf Weltcuprennen ungeschlagen. Bei den Damen gewann zum ersten Mal die Deutsche Anna-Lena Büdenbender die Gesamtwertung. Sie setzte sich mit sechs Siegen gegen die Japanerin Yukiyo Shintani und die Österreicherin Ingrid Hirschhofer durch. Hirschhofer hatte die letzten acht Jahre den Gesamtweltcup gewonnen.

## Gesamtwertung
- WC = Weltcuppunkte
- Bonus = Bonuspunkte
- Gesamt = Gesamtpunkte

| Rang | Name                      | Land        | WC   | Bonus | Gesamt |
| ---- | ------------------------- | ----------- | ---- | ----- | ------ |
| 01   | Jan Němec                 | Tschechien  | 1100 | 200   | 1300   |
| 02   | Edoardo Frau              | Italien     | 0725 | 180   | 0905   |
| 03   | Michael Stocker           | Österreich  | 0522 | 110   | 0632   |
| 04   | Martin Štěpánek           | Tschechien  | 0455 | 160   | 0615   |
| 05   | Stefan Portmann           | Schweiz     | 0378 | 120   | 0498   |
| 06   | Pietro Guerini            | Italien     | 0289 | 090   | 0379   |
| 07   | Jan Gardavský             | Tschechien  | 0232 | 140   | 0372   |
| 08   | Domenic Senn              | Schweiz     | 0257 | 072   | 0329   |
| 09   | Fausto Cerentin           | Italien     | 0249 | 076   | 0325   |
| 10   | Timotej Oravec            | Slowakei    | 0195 | 100   | 0295   |
| 11   | Lukáš Kolouch             | Tschechien  | 0204 | 058   | 0262   |
| 12   | Mirko Hüppi               | Schweiz     | 0140 | 110   | 0250   |
| 13   | Michal Pohl               | Tschechien  | 0142 | 032   | 0174   |
| 13   | Hossein Kalhor (1984)     | Iran        | 0064 | 110   | 0174   |
| 15   | Mohammad Kiya Darbandsari | Iran        | 0125 | 032   | 0157   |
| 16   | Jakob Rest                | Österreich  | 0113 | 026   | 0139   |
| 17   | Florian Sauer             | Deutschland | 0087 | 050   | 0137   |
| 18   | Nicholas Anziutti         | Italien     | 0111 | 022   | 0133   |
| 19   | Benjamin Bennett          | Deutschland | 0068 | 055   | 0123   |
| 20   | Hannes Angerer            | Österreich  | 0083 | 038   | 0121   |

| Rang                                 | Name                  | Land        | WC  | Bonus | Gesamt |
| ------------------------------------ | --------------------- | ----------- | --- | ----- | ------ |
| 01                                   | Anna-Lena Büdenbender | Deutschland | 676 | 200   | 876    |
| 02                                   | Yukiyo Shintani       | Japan       | 650 | 180   | 830    |
| 03                                   | Ingrid Hirschhofer    | Österreich  | 631 | 180   | 811    |
| 04                                   | Zuzana Gardavská      | Tschechien  | 416 | 160   | 576    |
| 05                                   | Barbara Míková        | Slowakei    | 396 | 140   | 536    |
| 06                                   | Veronika Cvašková     | Slowakei    | 403 | 110   | 513    |
| 07                                   | Ilaria Sommavilla     | Italien     | 291 | 140   | 431    |
| 08                                   | Petra Ivánková        | Tschechien  | 240 | 095   | 335    |
| 09                                   | Petra Mlejnková       | Tschechien  | 262 | 000   | 262    |
| 10                                   | Antonella Manzoni     | Italien     | 170 | 076   | 246    |
| 11                                   | Jacqueline Gerlach    | Österreich  | 140 | 076   | 216    |
| 12                                   | Samin Davari          | Iran        | 161 | 000   | 161    |
| 13                                   | Daniela Krückel       | Österreich  | 032 | 110   | 142    |
| 14                                   | Nicole Gerlach        | Österreich  | 032 | 085   | 117    |
| 15                                   | Parisa Shahmoradpour  | Iran        | 072 | 000   | 072    |
| 16                                   | Lisa Schischkowski    | Deutschland | 040 | 000   | 040    |
| 17                                   | Cristina Mauri        | Italien     | 032 | 000   | 032    |
| 18                                   | Samaneh Beirami Baher | Iran        | 029 | 000   | 029    |
| keine weiteren Läuferinnen klassiert |                       |             |     |       |        |

## Nationenwertung
(mit Bonuspunkten)
| Rang | Land        | Punkte |
| ---- | ----------- | ------ |
| 1    | Tschechien  | 4257   |
| 2    | Italien     | 2847   |
| 3    | Österreich  | 2632   |
| 4    | Slowakei    | 1344   |
| 5    | Deutschland | 1330   |
| 6    | Schweiz     | 1264   |
| 7    | Iran        | 1141   |
| 8    | Japan       | 0995   |
| 9    | Belgien     | 0014   |

| Rang | Land        | Punkte |
| ---- | ----------- | ------ |
| 1    | Tschechien  | 3084   |
| 2    | Italien     | 2138   |
| 3    | Österreich  | 1346   |
| 4    | Schweiz     | 1264   |
| 5    | Iran        | 0879   |
| 6    | Deutschland | 0414   |
| 7    | Slowakei    | 0295   |
| 8    | Japan       | 0165   |
| 9    | Belgien     | 0014   |

| Rang | Land        | Punkte |
| ---- | ----------- | ------ |
| 1    | Österreich  | 1286   |
| 2    | Tschechien  | 1173   |
| 3    | Slowakei    | 1049   |
| 4    | Deutschland | 0916   |
| 5    | Japan       | 0830   |
| 6    | Italien     | 0709   |
| 7    | Iran        | 0262   |

## Disziplinenwertungen
(ohne Bonuspunkte)

### Slalom
| Rang | Name            | Land       | Punkte |
| ---- | --------------- | ---------- | ------ |
| 01   | Jan Němec       | Tschechien | 400    |
| 02   | Edoardo Frau    | Italien    | 240    |
| 03   | Fausto Cerentin | Italien    | 166    |
| 04   | Stefan Portmann | Schweiz    | 140    |
| 05   | Domenic Senn    | Schweiz    | 135    |
| 06   | Jan Gardavský   | Tschechien | 112    |
| 07   | Michael Stocker | Österreich | 092    |
| 08   | Pietro Guerini  | Italien    | 088    |
| 09   | Lukáš Kolouch   | Tschechien | 077    |
| 10   | Martin Štěpánek | Tschechien | 070    |

| Rang | Name                  | Land        | Punkte |
| ---- | --------------------- | ----------- | ------ |
| 01   | Yukiyo Shintani       | Japan       | 290    |
| 02   | Ilaria Sommavilla     | Italien     | 225    |
| 03   | Ingrid Hirschhofer    | Österreich  | 185    |
| 04   | Anna-Lena Büdenbender | Deutschland | 176    |
| 05   | Zuzana Gardavská      | Tschechien  | 157    |
| 06   | Veronika Cvašková     | Slowakei    | 156    |
| 07   | Petra Mlejnková       | Tschechien  | 130    |
| 08   | Barbara Míková        | Slowakei    | 090    |
| 09   | Petra Ivánková        | Tschechien  | 076    |
| 10   | Samin Davari          | Iran        | 074    |

### Riesenslalom
| Rang | Name            | Land       | Punkte |
| ---- | --------------- | ---------- | ------ |
| 01   | Jan Němec       | Tschechien | 400    |
| 02   | Edoardo Frau    | Italien    | 265    |
| 03   | Michael Stocker | Österreich | 240    |
| 04   | Martin Štěpánek | Tschechien | 235    |
| 05   | Pietro Guerini  | Italien    | 129    |
| 06   | Stefan Portmann | Schweiz    | 125    |
| 07   | Mirko Hüppi     | Schweiz    | 095    |
| 08   | Domenic Senn    | Schweiz    | 080    |
|      | Lukáš Kolouch   | Tschechien | 080    |
| 10   | Timotej Oravec  | Slowakei   | 077    |

| Rang | Name                  | Land        | Punkte |
| ---- | --------------------- | ----------- | ------ |
| 01   | Anna-Lena Büdenbender | Deutschland | 300    |
| 02   | Ingrid Hirschhofer    | Österreich  | 246    |
| 03   | Zuzana Gardavská      | Tschechien  | 190    |
| 04   | Yukiyo Shintani       | Japan       | 170    |
| 05   | Veronika Cvašková     | Slowakei    | 152    |
| 06   | Barbara Míková        | Slowakei    | 116    |
| 07   | Petra Mlejnková       | Tschechien  | 096    |
| 08   | Petra Ivánková        | Tschechien  | 095    |
|      | Jacqueline Gerlach    | Österreich  | 095    |
| 10   | Antonella Manzoni     | Italien     | 050    |

### Super-G
| Rang | Name                      | Land       | Punkte |
| ---- | ------------------------- | ---------- | ------ |
| 01   | Jan Němec                 | Tschechien | 200    |
| 02   | Edoardo Frau              | Italien    | 140    |
| 03   | Michael Stocker           | Österreich | 130    |
| 04   | Martin Štěpánek           | Tschechien | 110    |
| 05   | Stefan Portmann           | Schweiz    | 068    |
|      | Mohammad Kiya Darbandsari | Iran       | 068    |
| 07   | Hossein Kalhor (1984)     | Iran       | 064    |
| 08   | Lukáš Kolouch             | Tschechien | 047    |
| 09   | Fausto Cerentin           | Italien    | 045    |
|      | Jan Gardavský             | Tschechien | 045    |

| Rang | Name                  | Land        | Punkte |
| ---- | --------------------- | ----------- | ------ |
| 01   | Barbara Míková        | Slowakei    | 150    |
| 02   | Ingrid Hirschhofer    | Österreich  | 140    |
| 03   | Antonella Manzoni     | Italien     | 120    |
| 04   | Yukiyo Shintani       | Japan       | 110    |
| 05   | Anna-Lena Büdenbender | Deutschland | 100    |
| 06   | Zuzana Gardavská      | Tschechien  | 069    |
|      | Petra Ivánková        | Tschechien  | 069    |
| 08   | Samin Davari          | Iran        | 058    |
| 09   | Veronika Cvašková     | Slowakei    | 045    |
| 10   | Petra Mlejnková       | Tschechien  | 036    |

### Super-Kombination
| Rang | Name            | Land       | Punkte |
| ---- | --------------- | ---------- | ------ |
| 1    | Jan Němec       | Tschechien | 100    |
| 2    | Edoardo Frau    | Italien    | 080    |
| 3    | Michael Stocker | Österreich | 060    |
| 4    | Fausto Cerentin | Italien    | 050    |
| 5    | Stefan Portmann | Schweiz    | 045    |
| 6    | Martin Štěpánek | Tschechien | 040    |
| 7    | Daniel Mrna     | Tschechien | 036    |
| 8    | Pietro Guerini  | Italien    | 032    |
| 9    | Domenic Senn    | Schweiz    | 029    |
|      | Jan Gardavský   | Tschechien | 029    |

| Rang                                 | Name                  | Land        | Punkte |
| ------------------------------------ | --------------------- | ----------- | ------ |
| 1                                    | Anna-Lena Büdenbender | Deutschland | 100    |
| 2                                    | Yukiyo Shintani       | Japan       | 080    |
| 3                                    | Ingrid Hirschhofer    | Österreich  | 060    |
| 4                                    | Veronika Cvašková     | Slowakei    | 050    |
| 5                                    | Jacqueline Gerlach    | Österreich  | 045    |
| 6                                    | Barbara Míková        | Slowakei    | 040    |
| keine weiteren Läuferinnen klassiert |                       |             |        |

## Podestplatzierungen Herren
Disziplinen: GS = Riesenslalom, SC = Super-Kombination, SG = Super-G, SL = Slalom
| Datum      | Ort                       | Disziplin | 1. Platz  | 2. Platz        | 3. Platz        |
| ---------- | ------------------------- | --------- | --------- | --------------- | --------------- |
| 03.07.2010 | Čenkovice (CZE)           | GS        | Jan Němec | Edoardo Frau    | Martin Štěpánek |
| 04.07.2010 | Čenkovice (CZE)           | SL        | Jan Němec | Edoardo Frau    | Martin Štěpánek |
| 10.07.2010 | Goldingen/Atzmännig (SUI) | GS        | Jan Němec | Edoardo Frau    | Michael Stocker |
| 11.07.2010 | Goldingen/Atzmännig (SUI) | SC        | Jan Němec | Edoardo Frau    | Michael Stocker |
| 05.08.2010 | Dizin (IRN)               | GS        | Jan Němec | Michael Stocker | Edoardo Frau    |
| 06.08.2010 | Dizin (IRN)               | SG        | Jan Němec | Edoardo Frau    | Martin Štěpánek |
| 22.08.2010 | Faistenau (AUT)           | SL        | Jan Němec | Edoardo Frau    | Fausto Cerentin |
| 16.09.2010 | Cesana San Sicario (ITA)  | SG        | Jan Němec | Michael Stocker | Edoardo Frau    |
| 17.09.2010 | Cesana San Sicario (ITA)  | GS        | Jan Němec | Martin Štěpánek | Pietro Guerini  |
| 18.09.2010 | Chiomonte-Frais (ITA)     | SL        | Jan Němec | Edoardo Frau    | Michael Stocker |
| 19.09.2010 | Sestriere (ITA)           | SL        | Jan Němec | Fausto Cerentin | Stefan Portmann |

## Podestplatzierungen Damen
Disziplinen: GS = Riesenslalom, SC = Super-Kombination, SG = Super-G, SL = Slalom
| Datum      | Ort                       | Disziplin | 1. Platz              | 2. Platz           | 3. Platz           |
| ---------- | ------------------------- | --------- | --------------------- | ------------------ | ------------------ |
| 03.07.2010 | Čenkovice (CZE)           | GS        | Anna-Lena Büdenbender | Ingrid Hirschhofer | Petra Mlejnková    |
| 04.07.2010 | Čenkovice (CZE)           | SL        | Anna-Lena Büdenbender | Zuzana Gardavská   | Veronika Cvašková  |
| 10.07.2010 | Goldingen/Atzmännig (SUI) | GS        | Anna-Lena Büdenbender | Ingrid Hirschhofer | Veronika Cvašková  |
| 11.07.2010 | Goldingen/Atzmännig (SUI) | SC        | Anna-Lena Büdenbender | Yukiyo Shintani    | Ingrid Hirschhofer |
| 05.08.2010 | Dizin (IRN)               | GS        | Zuzana Gardavská      | Yukiyo Shintani    | Ingrid Hirschhofer |
| 06.08.2010 | Dizin (IRN)               | SG        | Barbara Míková        | Antonella Manzoni  | Ingrid Hirschhofer |
| 22.08.2010 | Faistenau (AUT)           | SL        | Yukiyo Shintani       | Ilaria Sommavilla  | Ingrid Hirschhofer |
| 16.09.2010 | Cesana San Sicario (ITA)  | SG        | Anna-Lena Büdenbender | Ingrid Hirschhofer | Yukiyo Shintani    |
| 17.09.2010 | Cesana San Sicario (ITA)  | GS        | Anna-Lena Büdenbender | Barbara Míková     | Veronika Cvašková  |
| 18.09.2010 | Chiomonte-Frais (ITA)     | SL        | Yukiyo Shintani       | Ingrid Hirschhofer | Veronika Cvašková  |
| 19.09.2010 | Sestriere (ITA)           | SL        | Ilaria Sommavilla     | Petra Mlejnková    | Nicole Gerlach     |